# Music Gate
Music Gate è stato un programma televisivo per ragazzi trasmesso nel 2009 su Rai Gulp (che ne era anche produttore insieme all'Antoniano di Bologna) e condotto dagli allora due volti di spicco dell'emittente, ossia Georgia Luzi e Michele Bertocchi.
Il programma riscosse sin dalle prime puntate un grande successo, raccogliendo consensi soprattutto tra i giovanissimi, al punto che venne riproposto in replica su Rai 2 nel sabato pomeriggio, a partire dal 27 Febbraio 2010.
Sulla scia degli ottimi risultati conseguiti dalla prima edizione, venne inizialmente programmata la realizzazione di una seconda stagione. A questo scopo, durante l’estate del 2010 ebbero luogo in tutta Italia svariati provini di casting; ciononostante, la seconda edizione del programma non vide mai la luce, venendo cancellata per cause ignote.

## Il programma
Ad ogni puntata dei concorrenti (bambini e ragazzi) si sfidano uno attraverso il ballo, l'altro attraverso il canto e infine unendo le due capacità.
In altre parole, un giovane ballerino e un giovane cantante attraverseranno il "Music Gate" per vivere il proprio sogno in musica, trasformandosi anche nel look.
Ognuno dei due protagonisti si avvarrà del supporto di otto ballerini e sei cantanti professionisti, che li affiancheranno nel corso della puntata.
L'ultima prova che devono affrontare i concorrenti ("Music Jam") li vede protagonisti di un piccolo musical dove dovranno unire le proprie capacità.
Il pubblico, composto da 120 bambini dagli 8 ai 14 anni, sceglie il vincitore della puntata.

## I concorrenti
Nella prima edizione  di Music Gate si sono sfidati:
- Cleo VS Lorenzo
- Ornella VS Emanuele
- Asia VS Federica
- Lara VS Sofia
- Federica VS Roberta
- Giosi VS Alessandra
- Alessia VS Elena
- Asia VS Lucrezia
- Beatrice VS Mattia
- Claudia VS Simone

Nelle semifinali i concorrenti che hanno preso più punti (Federica e Lara nella prima, Cleo ed Emanuele nella seconda) sono stati ripescati.
I vincitori si sono sfidati, e i finalisti sono:
- Asia VS Ornella
- Cleo VS Beatrice

Asia ha vinto contro Cleo, vincendo il Music Gate.